# Marte Berg Edseth
Marte Berg Edseth, née le 6 octobre 1998 à Oslo, est une skieuse et coureuse cycliste norvégienne.

## Biographie
Marte Berg Edseth commence sa carrière sportive dans le ski alpin, plus précisément dans les épreuves de vitesse. C'est ainsi qu'elle participe à sa première manche de la coupe d'Europe 2015-2016. Elle termine 52e du slalom géant de Trysil. Elle signe son meilleur résultat, 9e, lors du super-G de Sarentino en 2020. Elle termine sa carrière de skieuse quelques semaines plus tard, sans jamais avoir pu accéder à la coupe du monde.
Elle se reconverti ensuite au cyclisme sur route, et obtient un 1er contrat professionnel pour la saison 2022, au sein de la formation Uno-X Pro Cycling Team. Elle participe au tour d'Italie dès sa première saison.
En 2024, elle est sélectionnée par l'équipe de Norvège pour participer à la course en ligne des Jeux olympiques de Paris 2024, où elle termine à la 30e place.

## Palmarès sur route

### Par années
- 2022
  - 3e du championnat de Norvège du contre-la-montre

### Résultats sur les grands tours

#### Tour d'Italie
2 participations :
- 2022 : abandon (7e étape)
- 2024 : 61e

#### Tour de France
2 participations :
- 2023 : abandon (3e étape)
- 2024 : 56e

### Classements mondiaux
| Année                                 | 2022 | 2023 | 2024 |
| ------------------------------------- | ---- | ---- | ---- |
| Classement UCI                        | 575e | 375e | 177e |
| UCI World Tour                        | nc   | 222e | 164e |
|                                       |      |      |      |
| Légende : nc = non classéSource : UCI |      |      |      |